# Oleksandr Zintjenko
Oleksandr Volodymyrovytj Zintjenko (ukrainsk: Олександр Володимирович Зінченко; født 15. december 1996) er en ukrainsk professionel fodboldspiller, som spiller for den engelske Premier League-klub Arsenal og Ukraines landshold.